# アエロメヒコ・コネクト2431便事故
アエロメヒコ・コネクト2431便事故とは、2018年7月31日に発生した航空事故である。ドゥランゴ国際空港発メキシコシティ国際空港行きのアエロメヒコ・コネクト2431便（エンブラエル ERJ-190AR）が離陸直後にマイクロバーストに遭遇し滑走路上に墜落した。機体はそのまま滑走し、1,000フィート (300 m)ほど離れた地点で停止した。衝撃によりエンジンが脱落したため、火災が発生し機体は焼け落ちた。しかし、乗員乗客103人に死者は無かった。
事故の最終報告書は2019年2月23日に発行された。事故原因として悪天候や、パイロット及び管制官のミス、ウィンドシアを測定できる装置の不備などが挙げられた。また、事故当時に機体を操縦していたデッドヘッドのパイロットは同型機の操縦資格を取得しておらず、この事がコックピット内での状況認識の喪失に繋がったと結論付けられた。パイロットたちは悪化しつつあった気象条件を対処できず、対気速度計の変化にも気付けなかった。
事故後、メキシコ国内の航空規制が変更され、デッドヘッドのパイロットや客室乗務員がコックピット内に搭乗することが禁じられた。その他、パイロットと管制官の訓練改善や、空港の気象検知機器に関する勧告がなされた。

## 事故機

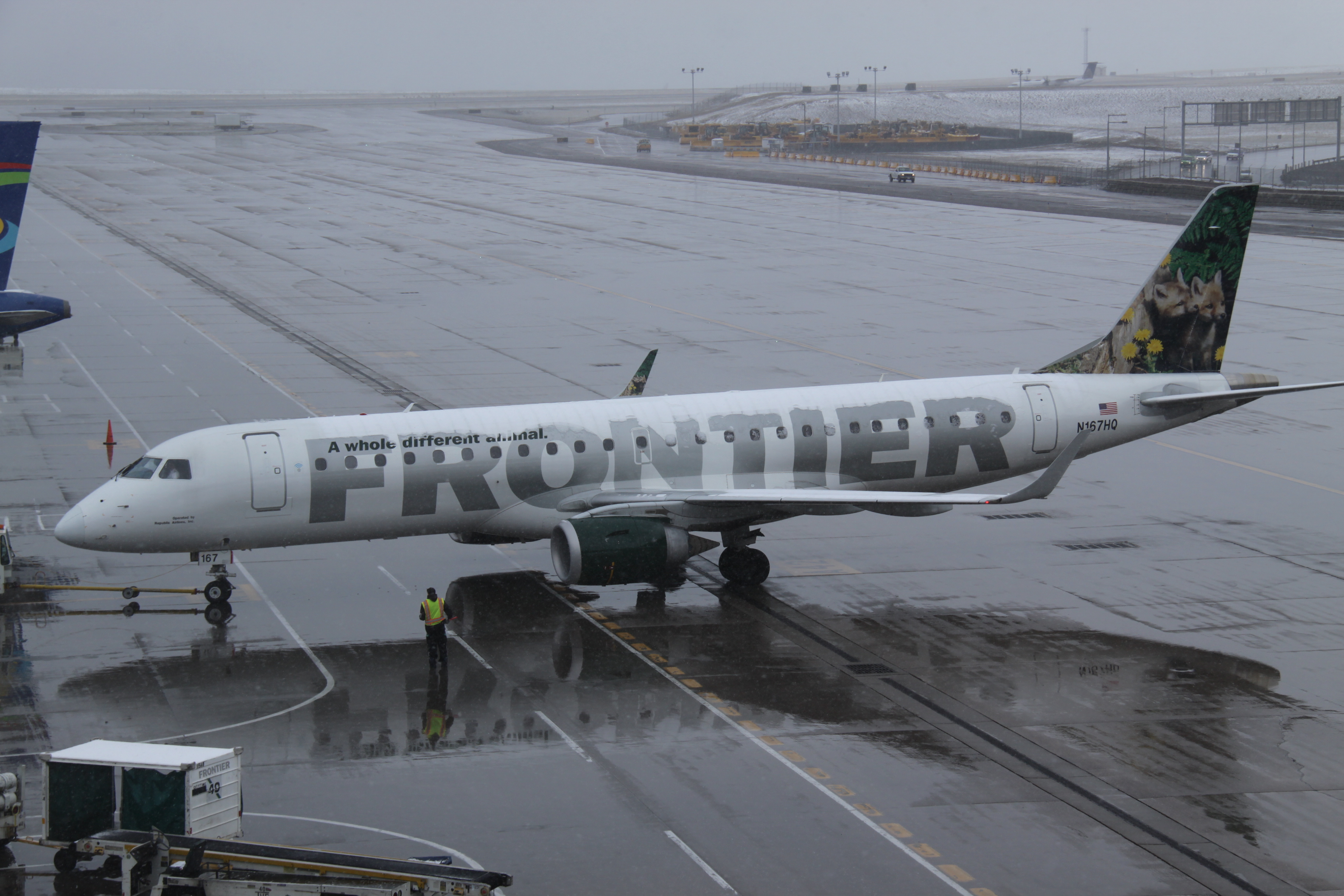
2013年に撮影された事故機（フロンティア航空での運用中）

事故機のエンブラエル ERJ-190ARは2008年に初飛行を行っており、2基のゼネラル・エレクトリック CF34-10E6を搭載していた。同年5月にN960UWとしてUSエアウェイズに納入された。2009年11月にリパブリック航空へ売却され、N167HQとして再登録された。リパブリック航空の子会社であるミッドウエスト航空で運用され、その後別の子会社であるフロンティア航空で使用された。アエロメヒコ・コネクトには2014年6月に売却され、XA-GALとして登録された。事故時の総飛行時間は27,257時間で、18,200サイクルを経験していた。
事故機には製造時からハネウェル社製のWU-880気象レーダーが装備されていた。これは、機体の飛行経路に沿って雨雲を検出し、パイロットに雨雲の程度を視覚的に表示するという装置だった。その他、ウィンドシアを検出し、警報を作動させるウィンドシア検出装置なども装備されていた。また、ERJ 190ではより優先順位の高い音声警報が作動している場合、対地接近警報装置（EGPWS）の音声警報は無効化されるよう設計されていた。

## 乗員乗客

### 乗員
機長は38歳男性で、2011年からアエロメヒコ・コネクトのパイロットとして勤務していた。事故時の総飛行時間はおよそ3,700時間であった。機長は2017年6月にE-Jetシリーズでの訓練を終えており、同型機では1,064時間の飛行経験があった。事故当時、機長は左側座席に着席しており、事故により重傷を負った。股関節と脊椎の手術が行われ、これは成功した。
副操縦士は25歳男性で、総飛行時間は1,973時間だった。2018年2月にE-Jetシリーズでの副操縦士資格を取得し、同型機では460時間の飛行経験があった。事故当時、副操縦士は通常着席する右側座席ではなく、コックピット内のジャンプシート（補助席）に着席しており、事故で軽傷を負った。
2431便には正規の運航乗務員の他、デッドヘッドの乗員がコックピット内に居た。総飛行時間は3,296時間で、ビーチクラフト キングエア F90とビーチクラフト スーパー キングエア 200での飛行資格を保有していた。E-Jetシリーズの飛行訓練を行っていたが、実機での訓練は行っておらず、受けた訓練は座学と64時間のシミュレータ訓練のみだった。そのため、ERJ-190での操縦資格は取得していなかった。事故当時、デッドヘッドのパイロットは右側座席に着席しており、墜落の5秒前まで機体を操縦していた。また、事故により軽傷を負った。
客室には2人の客室乗務員が居た。チーフパーサー（責任者）は2012年6月からアエロメヒコ・コネクトに勤務しており、事故により腰椎を骨折した。もう1人の客室乗務員は事故のおよそ1週間前から勤務しており、事故により軽傷を負った。

### 乗客
2431便には乗客99人が搭乗していた。そのうち2人はコックピット内に居た非正規パイロットを含むアエロメヒコ・コネクトの社員だった。デッドヘッドの乗員を除く乗客の国籍は以下の通り。
| 国籍           | 人数 |
| -------------- | ---- |
| アメリカ合衆国 | 65   |
| メキシコ       | 31   |
| コロンビア     | 1    |
| スペイン       | 1    |
| 合計           | 98   |

## 事故の経緯
2431便はアエロメヒコ航空の子会社であるアエロメヒコ・コネクトが運航する国内定期便だった。予定ではメキシコシティ国際空港をCDT14時56分に離陸することとなっていた。ところが、離陸前の点検において副操縦士が第1エンジンからの燃料漏れを発見した。保守要員はこれを検査し、漏出率は制限内にあり安全に飛行できると結論付けた。このため、離陸は定刻よりも25分ほど遅れた。15時14分、2431便はゲートを離れ、滑走路03へ向かった。タキシング中、雨が激しくなり始め、強い突風も観測された。15時18分、管制官はパイロットに90度から20ノット (37 km/h)の風が吹いていると報告した。同時刻、空港のフライト・インフォメーション・サービスが気象情報を更新した。それには雷雲及び積乱雲の点在についてや、視界の低下について記載されていた。しかし事故当時、管制塔は1人で業務をこなしていたため、この更新を見なかった。雨はさらに悪化し、管制塔から滑走路が視認できない程となった。管制官は天候の悪化について知っていたにもかかわらず、パイロットにそれを伝えることはしなかった。15時21分、管制官は2431便に離陸許可を与えた。このとき、激しい突風が空港で吹いており、吹き飛ばされた樹木により電力と通信回線が破壊された。15時22分、フライト・インフォメーション・サービスは特別警報を発した。それには、雷雨の警告、視界及び雲低ゼロなどが含まれていたが、停電により管制官へ届くことはなかった。
機体は滑走を開始し、147ノット (272 km/h)で離陸した。2フィート (0.61 m)ほど上昇した後に、パイロットは着陸装置を格納した。2431便は向かい風の状態で離陸したが、すぐに右方向からの横風に変わり、風速も11ノット (20 km/h)から33ノット (61 km/h)まで増加した。高度30フィート (9.1 m)、速度151ノット (280 km/h)に達したとき、突然横風が24ノット (44 km/h)の追い風に変化した。機体は高度と速度を急速に失い、コックピットでは「DON'T SINK」の警報が作動した。5秒後、左主翼が滑走路に激突した。機体は両エンジンが主翼から脱落した状態で滑走し、滑走路端から1,000フィート (300 m)地点で停止した。衝撃により火災が発生したが、乗員乗客103人全員が機体からの脱出に成功した。

## 救助活動
墜落直後、乗客は機体からの炎と煙が発生していることに気付いた。一部の乗客は機体のドアは破壊され、胴体が二つに分断されていたため、胴体に空いた穴から直接脱出出来たと述べた。乗員は脱出スライドを展開し、90秒以内に全ての乗客を安全に避難させた。墜落から3-4分後、機体は爆発し炎に包まれた。管制官は2431便との交信を試み、滑走路上を検査するため車両を派遣した。運転手は、滑走路脇にエンジンがあり、滑走路の奥で煙が上がっているのを目撃した。空港職員は直ちに消防士を現場へ急行させ、消火および救助作業が開始された。
墜落の一報が入った後、アエロメヒコ航空はデュランゴに職員を派遣し、事故に巻き込まれた乗客とその家族の支援を行った。加えて、同社は事故により生じた医療費、宿泊費、交通費、その他費用を全て負担すると発表した。その他、乗員の行動を称賛し、迅速かつ効率的な避難により、さらなる死傷者の発生を回避したと述べた。また、パイロットの行動や知識により死者が出なかったと発言した。
事故による負傷者の人数に関して、幾つかの矛盾した情報が伝えられた。保健省は乗客18人が負傷したと伝えた。しかし、赤十字は97人が負傷したと報告した。一方でデュランゴ州知事は49人が病院に搬送され手当てを受けていると発表した。事故の2日後、アエロメヒコ航空は17人の乗客が入院中で、16人が退院手続き中であり、24人がすでに退院したと発表した。最終的に報告書では14人が重傷を負い、25人が軽傷を負ったと述べられた。

## 事故調査

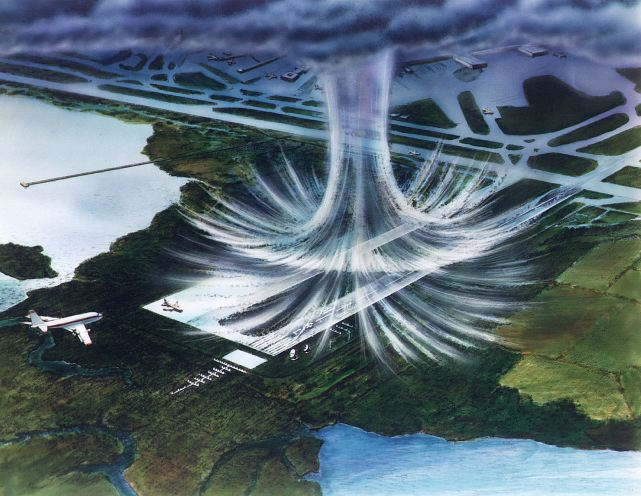
マイクロバーストを示した図。気流は地面に至るまで下降し、その後四方八方に広がる

事故発生直後、メキシコの連邦民間航空局は調査委員会を設置したと発表した。調査にはアメリカの国家運輸安全委員会（NTSB）と連邦航空局（FAA）の他、機体の製造会社であるエンブラエルと、エンジンの製造会社であるゼネラル・エレクトリックが参加した。フライトデータレコーダー（FDR）は事故現場からすぐに発見され、状態も良好だった。
9月5日、主任調査官は事故原因について最終的な結論に達してはいないが、マイクロバーストによって発生したウィンドシアが原因の可能性があると発表した。また、パイロットたちは悪天候に関する情報を離陸前に得て居なかったことと、機体の故障や人的要因により墜落した可能性は低いと述べた。加えて、コックピットボイスレコーダー（CVR）の分析によりコックピット内で不正な飛行訓練が行われており、資格を持たないデッドヘッドのパイロットが副操縦士席に着席し墜落直前間まで操縦していたことが判明した。これは航空規則に反する行為であり、行政手続きが開始されたと調査官は述べた。それにもかかわらず、パイロットの行動は事故原因ではないとした。その後まもなく、アエロメヒコ・コネクトはコックピットに居た3人のパイロットを解雇したと公表した。
調査官は事故当時の気象条件、同等レベルの能力のパイロットを用いてシミュレーションを行った。テストパイロットにはこれから起こる事柄は説明されなかった。1回目のテストでは、テストパイロットは気象レーダーを作動させていたため、ウィンドシアの兆候を認識できた。加えて、離陸も正常に中止され事故には至らなかった。2回目は離陸滑走が開始された後にウィンドシアが発生したという状況でシミュレータを行った。この場合、機体は15フィート (4.6 m)まで上昇したものの、降下を開始し地面に衝突した。シミュレータ調査により、事故機のパイロットが離陸中にウィンドシアを認識できなかったため、墜落を避けるための行動をとる時間的余裕が無くなったと結論付けられた。

### 最終報告書
2019年2月23日にこの事故の最終報告書が発行された。墜落は、「離陸中に低高度でウィンドシアに遭遇したため、速度と高度を急速に失い、機体の操縦が不能になった」ために引き起こされたと結論付けられた。また、調査により機体に欠陥や故障が無かったことも明らかにされた。
報告書では、複数のパイロットエラーが事故の要因となったと述べられた。1つは、教官の資格が無いパイロットが、事故時に機体を操縦していたデッドヘッドのパイロットに指示を出していたことであった。これにより、コックピット内で状況認識があやふやになり、ステライル・コックピット・ルールも守られなかった。また、デッドヘッドのパイロットは副操縦士席側と機長席側の対気速度計に異なる値が表示されていることに気づかず、危険な気象条件に気付く機会を損ねた。加えて、パイロットたちは標準的な手順に従って行動していなかったことも判明した。
調査官はまた、管制官の行動も事故の要因となったと述べた。管制官は、低高度でウィンドシアが発生した可能性がある際に行うべき手順を行っていなかった。急速に悪化する天候をパイロットたちに知らせなかったについて管制官は、適切な監督と支援が無かったためだと話した。
また、同様の事故を防ぐための勧告が航空会社に対して複数出された。調査官は飛行のいかなる状況であっても、正規のパイロット以外が操縦することが無いように運航手順を変更する必要があると述べた。また、適切な状況認識を行えるようにステライル・コックピット・ルールに関する追加の訓練を行うよう提言した。その他、悪天候下でウィンドシアを認識する方法、および遭遇時の回復手順に関する訓練を行うよう推奨した。加えて、離陸時の最大推力の使用に関する訓練、気象条件に対する機体の構成、対気速度、高度、垂直速度（上昇率）に関する訓練、左右の飛行計器の間に誤差がある場合の対処方法、および着陸装置を格納時の手順などに変更も推奨した。デッドヘッドのパイロットは、乗客として数えられていたが、客室に彼が居ないことに客室乗務員は気付かなかった。また調査委員会は、事故機の計器に誤った気圧が入力されていたことを確認したため、管制官が与えた情報を適切に認識しているか注意を払うよう提言した。
また、調査委員会は空港やメキシコの航空当局にも勧告を出した。勧告では、管制官は1人で業務を行うべきではなく、悪天候についてパイロットに知らせるための人員が必要だと述べられた。また、メキシコの連邦民間航空局がウィンドシアや嵐におけるウィンドシアの危険性に関するガイドラインを公開していなかったことが判明したため、調査委員会は嵐の危険度を予測し分類するプログラムの開発を推奨した。加えて、空港にウィンドシアを測定できる装置が設置されていなかったことも判明した。そのため、調査委員会は風の変動を詳細に測定できる施設を設置するよう推奨した。また、管制塔へ供給される電力や交信などが遮断される危険性を無くすよう提言した。その他、空港に設置されていたカメラについても勧告が出された。空港のカメラにはタイムスタンプ処理機能が不足していたため、全てのカメラにタイムスタンプ処理機能を搭載するよう推奨した。

## 事故後
墜落の1か月後、アエロメヒコ航空はコックピットに居た3人の乗員を解雇したと発表した。解雇についてアエロメヒコ航空は、事故はパイロットに起因するものではないと感じているが、デッドヘッドの乗員に操縦させるなどの規定違反があったためだと述べた。これに対して労働組合は、この決定は予備報告書に基づいたものであり、公式調査はまだ継続されていると発言した。間も無くして、メキシコの航空当局はデッドヘッドの乗員と客室乗務員がコックピットへ搭乗することを禁止した。アエロメヒコ航空のパイロットたちはこの変更に対して反対し、団体交渉協定の違反であるとしてストライキを呼び掛けた。そのため、パイロットのアエロメヒコ航空の間で交渉が行われた。交渉後、パイロット組合は規定の変更に同意し、デッドヘッドとして搭乗した乗員は客室内に着席することとなった。